# Drie meisjes en een vakantiekamp
Drie meisjes en een vakantiekamp (1955) is het derde en laatste deel uit de Wanda Moens-serie meisjesboeken rond de drie meisjes Wanda Moens (21), Thea Mondriaan (20) en Pop Pluvier (19), gepubliceerd onder de naam Sylvia Sillevis, een pseudoniem van Willem van den Hout die het bekendst werd als Willy van der Heide, auteur van de Bob Evers-serie. Het avontuur speelt zich af in augustus 1955 op het vakantiekamp Holiday Haven aan de Engelse Noordzeekust nabij Easton.

## Personages
- Wanda Moens, assistente van de manager
- Thea Mondriaan, assistente van Wanda
- Pop Pluvier, assistente van de sportinstructeur
- Mataxas, manager van het vakantiekamp Holiday Haven aan de Engelse Noordzeekust
- Edmond 'Bully' Roderick Ferber, de dikke receptionist
- inspecteur Griffith van Scotland Yard, in een hotel verblijvend onder de naam John Warwick
- mevrouw Meredith, een gast die in het kamp is om materiaal te verzamelen voor het standaardwerk over hofmakingsgedrag dat zij aan het schrijven is
- Cynthia Ferber, roodharige zuster van Bully
- Oberon, de directeur-eigenaar van alle Butlin Holiday Havens
- Olaf, voetbalgekke sportinstructeur
- Patsy Joyce Reilly, roodharige Ierse met een verdachte afspraak

## Inhoud
Het boek telt twaalf hoofdstukken, waarvan er een foutief genummerd is zodat er twee hoofdstukken acht zijn en het lijkt alsof er slechts elf hoofdstukken zijn. In het inhoudsoverzicht hieronder is die fout niet overgenomen.
Hoofdstuk 1. Aankomst van de drie meisjes plus Dumdum. Het vakantiepark is aan drie zijden door heuvels omgeven, de vierde ligt aan de Noordzee inclusief strand. De verblijven bestaan uit een collectie houten gebouwen, tenten, zomerhuisjes, en een sportterrein.

Hoofdstuk 2. Verdeling van de taken. Pop wordt sportlerares en heeft in collega Olaf een man die zich alleen voor voetbal interesseert. De drie hebben slaapkamers in een rond gebouw waar ook de rest van de staf verblijft en waarvan de bovenste verdieping het kantoor is.

Hoofdstuk 3. Gemiddeld verblijven er 500 vakantiegangers tegelijk in Holiday Haven. Wanda pakt als eerste de achterstallige correspondentie aan, te beginnen bij de meest recente en zo naar achteren werkend. De afspraak is dat van de correspondentie doorslagen naar het Londense hoofdkantoor worden gestuurd, zodat men daar weet hoeveel plaatsen er nog vrij zijn. Maar dat is een rommeltje geworden en Wanda heeft er een hele klus aan dit op orde te krijgen. Het complex heeft verschillende verblijfstypen en prijsklassen, in een los huisje, een tent of in een appartementencomplex. Wanda gaat naar de receptie om te kijken of daar een en ander wordt bijgehouden.

Hoofdstuk 4. Buiten wordt Wanda aangesproken door een hoekig gebouwde dame met een parasol. Deze mevrouw Meredith is bezig een standaardwerk over hofmaking te schrijven en wil van Wanda weten of die al eens een huwelijksaanzoek heeft mogen ontvangen. Bij de receptie aangekomen treft Wanda Pop aan, die niets te doen heeft daar er geen animo om te sporten is. Bully, de receptionist, meent dat daar wel verandering in zal komen als er slechter weer komt en de vakantiegangers zich niet meer zelf kunnen vermaken. Ten behoeve van de distributie van de post heeft Bully wel een registratie waar elke gast verblijft, maar niet zoals de receptie van een hotel van vacante plaatsen. Wanda gaat dan maar zelf een overzicht maken van het ganse complex: 1) de losse bungalows, 2) het herenverblijf "Romeo" en 3) het damesverblijf "Julia"; ze stuurt Thea naar alle gebouwen om precies in kaart te brengen wat er leeg staat. Dan gaat Wanda zwemmen, na acht dagen van 16-urige werkdagen.

Hoofdstuk 5. Manager Mataxas is vaak niet op het kantoor, zodat Wanda steeds het aanspreekpunt is. Dat is ook het geval wanneer na het avondeten een bezoeker arriveert: inspecteur Griffith van Scotland Yard stelt een onderzoek in naar een juwelendiefstal uit het Claridge Hotel. De dief, een kelner van het hotel, is doorgeslagen en bekend. Hij weet slechts dat zijn opdrachtgevers een afspraak op het vakantiekamp hadden en dat daar een roodharige vrouw wacht op haar contactpersoon, waarbij een afgescheurd deksel van een Cadbury-chocoladedoos ter identificatie dient. De contactpersoon moet de erbij passende andere helft tonen. Mataxas is bij terugkomst razend dat Wanda op eigen initiatief een registratie is gaan aanleggen. Precies wanneer hij haar de mantel uitveegt, komt Thea binnen met het voltooide register. Daarop ontslaat Mataxas beiden.

Hoofdstuk 6. Thea en Wanda verwerken het ontslag en Thea gaat pop zoeken. Onderwijl arriveert een telegram van Lauderdale, die Thea uitnodigt voor een autorit. Plotseling komt Mataxas onder nederige excuses het ontslag weer intrekken. Op het strand is tot elven een kampvuur, maar ook daar is Pop niet te vinden. Terwijl Thea met Lauderdale op stap gaat, gaat Wanda weer aan het werk.

Hoofdstuk 7. Die nacht brandt het receptiegebouw af. Wanda gaat kijken, beseft dat haar uitzicht vanuit kantoor beter is en keert dan terug, net op tijd om Bully te zien vluchten die haar bagage aan het doorzoeken was en kennelijk iemand op de uitkijk had. In het donker ziet Wanda een vrouw met rossig haar een sigaret opsteken. Tot hilariteit van de gasten blijkt de brandslang vol lekken te zitten. Hoewel het gebouwtje geheel afbrandt, levert dit in de windstille nacht geen gevaar op. Intussen volgt Wanda de roodharige, die met een man bekvecht. Daaruit maakt Wanda op dat zij Cynthia heet en haar kansloze aanbidder Olaf, de sportinstructeur moet zijn. Cynthia pakt een mantel uit haar huisje en vertrekt weer, waarna Wanda het huisje doorzoekt. Ze schrikt op als Bully een pakje komt afgeven, maar in de nacht en door haar fluisterstem houdt hij Wanda voor Cynthia zelf. Wanda gaat ermee naar een leegstaand huisje en constateert dat het om een kaartenbak, de gastenregistratie van de receptie gaat. Ze zet het zo lang in een keukenkastje en gaat terug.

Hoofdstuk 8. Om vier uur die nacht zitten de drie bij elkaar. Pop blijkt de ganse dag op een heuvel te hebben gezeten om een vragenformulier te ontwerpen waarmee de gasten naar gewenste activiteiten kan worden gevraagd.

Hoofdstuk 9. Rond negen uur de volgende ochtend belt Oberon zelf dat hij in de middag langskomt in verband met de brand. Mataxas instrueert Wanda om om half één te gaan lunchen. Bij de receptie werkt een pukkelige jongen die Wanda meevraagt naar de film... over een meisje dat in het geheim voor Scotland Yard werkt! Wanneer Oberon aangekomen is, komt de postbode een telegram voor ene Kennedy bezorgen. Die blijkt echter niet in het systeem te staan, volgens Mataxas is hij of alweer vertrokken of moet nog aankomen. Maar dan komt Bully binnen en die zegt Kennedy wel te kennen. Oberon beseft nu dat niet alle verblijvende gasten bij zijn Londense kantoor zijn aangemeld. Mataxas probert zich er nog uit te kletsen en Wanda de schuld van de wanorde te geven, maar Oberon krijgt in de gaten dat Mataxas en Bully de betalingen van de niet-aangemelde bezoekers achterover drukken. De twee slaan Oberon neer en vluchten met de auto van Mataxas. Oberon benoemt Wanda als voorlopig kampleidster met Thea als haar assistente.

Hoofdstuk 10. Wanda stelt Griffith in diens hotel op de hoogte van de gebeurtenissen. Toen ze de bezette en onbezette plaatsen liet registreren, is meten een lijst van roodharige vrouwen gemaakt, die vijf personen telt. Met instemming van Griffith neemt Wanda Pop in vertrouwen en draagt haar op Cynthia te gaan halen, die nog altijd in het huisje verblijft. Deze is niet van haar stuk te brengen en houdt vol dat Bully, haar broer, haar verblijf zou hebben geregeld. Wanda deelt mee dat in elk geval niet voor haar betaald is, zodat ze dus dient te vertrekken. Ook controleert Wanda met een smoes over Bully's misdrijf haar bagage, maar in werkelijkheid om het halve Cadbury-deksel te vinden. Dat heeft Cynthia niet bij zich en daarmee ontstaat het vermoeden dat zij niet de gezochte roodharige juffrouw kan zijn. Cynthia vertrekt per taxi. The en mevrouw Meredith organiseren een 'wandelrally'.

Hoofdstuk 11. De volgende ochtend brengt de regen veel zeurende gasten bij de receptie. Een baldadig jongetje veroorzaakt dat Wanda de - roodharige - moeder berispt en deze meteen van de lijst verdachten kan schrappen. Pop schiet uiteindelijk in de roos: zij vraagt in de kapsalon van het vakantiecomplex na of er ook haar wordt geverfd en verneemt dat de roodharige mevrouw Patsy Joyce Reilly onlangs heur haren zwart heeft laten verven. Pop gaat Reilly vragen te jureren bij een danswedstrijd, wat deze toezegt. Diezelfde avond doorzoekt pop haar bungalow en vindt het halve Cadbury-deksel, die zij door een andere vervangt, betrokken uit de kampwinkel. Om kwart voor tien belt Wanda Griffith op.

Hoofdstuk 12. De volgende ochtend gaat de wandelrally van start en tegen tienen neemt Wanda een taxi naar Griffith. Die is niet erg ingenomen met het initiatief de halve deksel te verwisselen, omdat dit de zaak in de war kan sturen: óf de juwelen zullen niet worden afgegeven, óf de dieven krijgen argwaan. De wandeling ontaardt in en ramp, door het slechte weer, door baldadigheid en doordat een aanwijzing onvindbaar wordt omdat die in een Coke-flesje in een vijver moet drijven. Maar Cokeflesjes zijn daarvoor te zwaar en zinken dus. Wanneer Griffith met het halve bonbondeksel naar de bungalow van Reilly stapt, arriveert bij de receptie de echte afspraak van Reilly, die naar haar bungalow komt vragen. Aangezien de man niet weet hoe ze eruitziet, bedenkt pop snel een plan om Wanda zich voor Reilly te laten uitgeven. Om kwart voor een heeft Griffith de juwelen op zak en worden Reilly plus afspraak ingerekend. Pas om zeven uur 's avonds arriveren de wandelaars: de voorhoede liep expres de verkeerde kant op, met de hele troep erachteraan. Mevrouw Meredith is het zo zat dat ze vertrekt, maar wel biedt ze de drie meisjes een baan aan als eind september het park sluit. Dan moeten ze zich melden in haar suite in het Hyde Park Hotel.

## Drukgeschiedenis
In 1955-1956 verscheen een voorpublicatie als feuilleton in het weekblad Margriet onder de titel De Drie meisjes rumoer.
De eerste druk werd in 1955 in een hardcoveruitgave gepubliceerd, met stofomslag en illustraties van Hans Borrebach, bij uitgeverij M. Stenvert & Zoon, Meppel-Apeldoorn.
Omstreeks 1980 verscheen een herdruk in een hardcoveruitgave op kleiner formaat bij uitgeverij Gradivus, 's-Gravenhage.